# كوكب متوسط

مقارنة بين حجم القمر، ونبتون قمر تريتون والعديد من أكبر الكواكب الصغيرة، بما في ذلك mesoplanets

ميسوبلانيتس (بالإنجليزية: Mesoplanet)‏ وهي أجسام كواكب أصغر حجما من كوكب عطارد وأكبر من سيريس وقد صاغ هذا المصطلح من قبل عالم كيمياء حيوية الروسي إسحاق أسيموف، على افتراض «حجم» تم تعريفه حسب البعد الخطي (أو من حيث الحجم)، وينبغي أن يكون ميسوبلانيتس قطره تقريبا بين 1000 إلى 5000 كم. وان التصنيف يشمل إريس، بلوتو،ماكيماكي، OR 10 2007,هاوميا، ورما أيضا كواور وسدنا.